# فابريتسيو موريرا
فابريتسيو موريرا هو وكيل مواهب إكوادوري، ولد في 18 يناير 1982 في مانتا، الإكوادور في الإكوادور.

## وصلات خارجية
- الموقع الرسمي